# 한스요헨 포겔

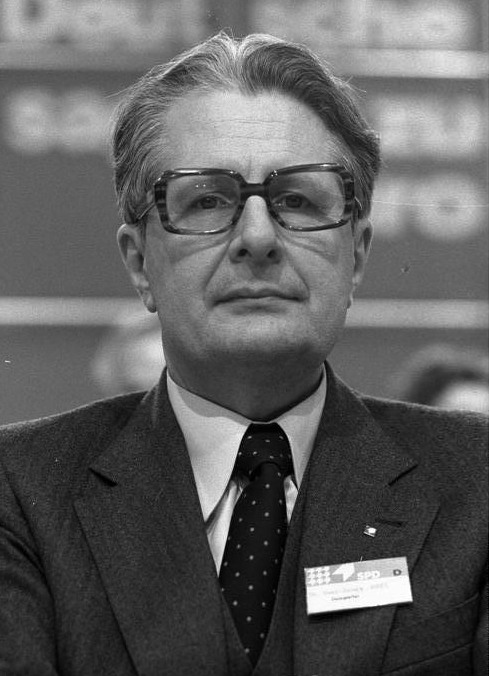
1978년 모습

한스요헨 포겔(Hans-Jochen Vogel, 1926년 2월 3일~2020년 7월 26일)은 독일의 정치인으로, 독일 사회민주당 소속이었다. 사민당 당의장과 원내대표, 서베를린·뮌헨 시장을 지냈다. 1983년 총선에서 사민당 총리후보로 출마했지만 헬무트 콜이 이끄는 독일 기독교민주연합에 패했다.

## 생애

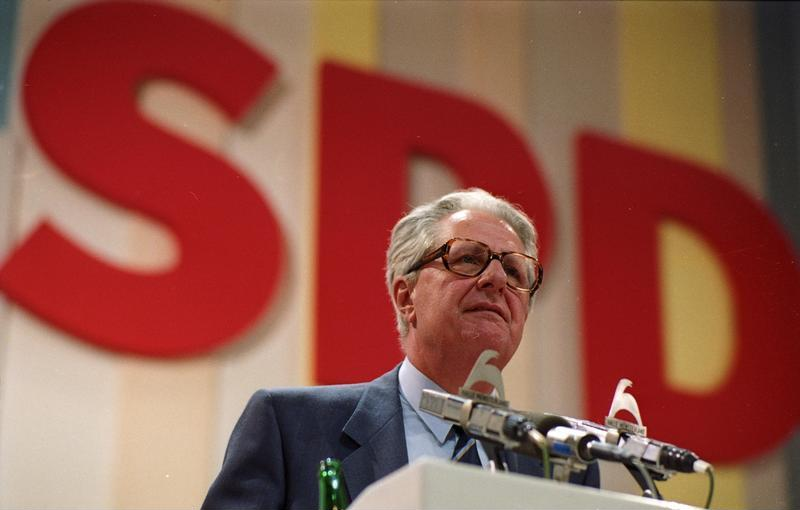
1988년 사민당 전당대회에서

1926년 2월 3일에 괴팅겐에서 태어났다. 동생은 라인란트팔츠와 튀링겐주의 주지사를 지낸 베른하르트 포겔이다. 1943년에 기센에 있는 김나지움을 졸업한 후 제2차 세계 대전에 참전했다. 종전 후 독일로 돌아와 뮌헨 대학교와 마르부르크 대학교에서 법학을 전공한 후, 1950년에 뮌헨 대학교에서 형법을 주제로 한 논문이 통과되면서 박사학위를 취득했다.
1960년 열린 뮌헨 시장 선거에서 기사련 소속의 거물 정치인인 요제프 뮐러를 64% 대 22%로 크게 누르고 시장에 당선됐다.
1972년 빌리 브란트가 이끄는 사민당이 1972년 총선에서 승리하자. 이후 헬무트 슈미트가 총리직에 오르자 1974년 법무장관으로 임명됐다.
슈미트가 내각 불신임을 받아 총리직에서 물러나자 1983년 총선에서 사민당 총리후보로 선출됐다. 그러나 헬무트 콜이 이끄는 기민련에 패했다. 같은 해부터 사민당 원내대표에 취임했다. 1987년 빌리 브란트가 사민당 당의장에서 물러나자 후임으로 선출됐다.
2020년 7월 26일에 오랜 지병으로 뮌헨에서 사망했다.